# Capasa euphyes
Capasa euphyes är en fjärilsart som beskrevs av Louis Beethoven Prout 1915. Capasa euphyes ingår i släktet Capasa och familjen mätare. Inga underarter finns listade i Catalogue of Life.